# Разоаманариво, Виктория
Викто́рия Ра́зоамана́риво (Расуаманариву, фр. Victoire Rasoamanarivo, лат. Vittoria Rasoamanarivo, 1848, Тананариве, Мадагаскар — 21 августа 1894, Тананариве, Мадагаскар) — блаженная Католической церкви, первая беатифицированная жительница Мадагаскара.

## Биография
Разоаманариво родилась в 1848 году в аристократической семье. Её дядя был супругом королевы Ранавалуны I, другие родственники занимали ответственные посты в магадаскарском правительстве. Разоаманариво училась в католической школе, которой руководили французские иезуиты, где она впервые столкнулась с христианством. В 1863 году Разоаманариво приняла таинство крещения с именем Виктория. Через год, в 1864 году, когда ей было 16 лет, она вышла замуж за сына премьер-министра Райнилайаривуни. Её муж оказался человеком безнравственным и причинял Виктории Разоаманариво большие страдания. Премьер-министр предложил Виктории развестись с мужем, но Виктория Разоаманариво, верная супружеским обетам и учению Католической церкви о нерасторжимости брака, отказывалась разойтись со своим супругом. Когда её муж серьёзно заболел, Виктория Разоаманариво ухаживала за ним, являя пример христианского смирения и прощения. Своей любовью Виктория Разоаманариво обратила своего умирающего мужа к христианству, который принял от своей жены крещение на смертном одре. Остаток жизни она посвятила помощи бедным, больным и заключённым.
Во время гонений на христиан в 1880-е годы (до 1886 года), когда католические приходы остались без священников, Виктория Разоаманариво основала «Католический союз», который взял на себя попечение о католических общинах.
Виктория Разоаманариво была беатифицирована 29 апреля 1989 года Римским папой Иоаном Павлом II.
День памяти в Католической Церкви — 21 августа.